# Valérie Crunchant
Valérie Crunchant (Évry, 1978) è un'attrice francese.

## Biografia
Nel 1994 entra alla "Compagnie Francis Huster". Al teatro si rivela al grande pubblico in Les félins m'aiment bien di Olivia Rosenthal dove si fa notare nella sua interpretazione di Cerès. Al cinema, si rivela al grand pubblico in Toutes ces belles promesses di Jean-Paul Civeyrac, dove si fa notare nella sua interpretazione di Ghislaine.

## Filmografia
- 2001: Le Livre di Magali Negroni
- 2002: À la hache di Yves Caumon
- 2003: Toutes ces belles promesses di Jean-Paul Civeyrac
- 2004: Capitaine Achab di Philippe Ramos
- 2005: À travers la forêt di Jean-Paul Civeyrac
- 2006: Guillaume et les sortilèges di Pierre Léon

### Televisione
- 1996: 17 ans et des poussières di Joël Santoni con Bernard Le Coq
- 1997: La Vie en face di Laurent Dussaux con Nathalie Richard

## Teatro
- 1992: Suite royale di Crébillon fils, regia di Francis Huster
- 1993: Le Cid di Pierre Corneille, regia di Francis Huster
- 1995: Chroniques... di Xavier Durringer, regia di Xavier Durringer
- 1996: La Fausse Suivante di Marivaux, regia di Valérie Crunchant
- 1997: Mademoiselle Else di Arthur Schnitzler,
- 1998: Sogno di una notte di mezza estate di Shakespeare,
- 1999: Une petite entaille di Xavier Durringer,
- 2000: Fando et Lis de Fernando Arrabal,
- 2001: Improvvisamente l'estate scorsa di Tennessee Williams
- 2001: Platonov di Anton Čechov, regia di François Ha Van
- 2001: La Double Inconstance di Marivaux
- 2001: Les débutantes di Christophe Honoré, regia di Lucia Sanchez
- 2002: Mercure apocryphe de Yann Apperry, regia di Valérie Crunchant, con Lucia Sanchez e Manuel Mazaudier
- 2004: Pelléas et Mélisande di Maurice Maeterlinck, regia di Alain Ollivier théâtre Gérard Philipe de Saint-Denis
- 2005: Les félins m'aiment bien di Olivia Rosenthal (Cérès), regia di Alain Ollivier théâtre Gérard Philipe de Saint-Denis
- 2005: Sur un cheval di Pierre Guyotat, regia di Alain Ollivier France Culture.
- 2005 2007: La Fausse Suivante ou le Fourbe puni di Marivaux, regia di Elisabeth Chailloux con Bernard Gabay, David Gouhier, Adel Hakim, Nathalie Royer, Charlie Windeshmidt (Théâtre des quartiers d'Ivry, Théâtre des Treize vents di Montpellier...)